# Кэррат, Майкл
Майкл Кэррат (ирл. Michael Carruth, 9 июля 1967, Дублин) — ирландский боксёр первой средней и полусредней весовых категорий, выступал за сборную Ирландии в конце 1980-х — начале 1990-х годов. Участник двух летних Олимпийских игр, чемпион Игр в Барселоне, обладатель бронзовой медали чемпионата мира, многократный победитель и призёр национального первенства. В период 1994—2000 во втором среднем весе с попеременным успехом боксировал на профессиональном уровне, обладал поясом чемпиона по версии WAA, однако все ключевые для себя бои проиграл. Ныне работает тренером, комментирует бокс на ирландском телевидении.

## Биография
Майкл Кэррат родился 9 июля 1967 года в Дублине. Активно заниматься боксом начал в возрасте семи лет под руководством своего отца, тренера дублинского боксёрского клуба «Гринхиллс». Впервые попадать в состав национальной сборной стал в конце 1980-х годов, выиграл несколько медалей на внутренних первенствах, поучаствовал в зачёте взрослого чемпионата Европы 1987 года в Турине, где дошёл до стадии четвертьфиналов и проиграл лишь будущему чемпиону мира среди профессионалов, знаменитому советскому боксёру Орзубеку Назарову. Благодаря череде удачных выступлений удостоился права защищать честь страны на летних Олимпийских играх 1988 года в Сеуле, однако уже во втором своём матче потерпел поражение от шведа либерийского происхождения Джорджа Скотта, который в итоге выиграл серебряную медаль. На чемпионате мира 1989 года в Москве завоевал в первом среднем весе бронзу.
Оставаясь лидером ирландской национальной команды в своей весовой категории, в 1992 году Кэррат съездил на Олимпиаду в Барселону, где сенсационно стал победителем, одержав верх над всеми своими оппонентами, в том числе над известным кубинцем Хуаном Эрнандесом Сьеррой. Это олимпийское золото было первым в истории ирландского бокса и первым для Ирландии на Олимпийских играх за последние 36 лет (до этого золотую медаль выигрывал легкоатлет Рон Делэйни в беге на 1500 м на Играх 1956 года в Мельбурне). Кэррат на тот момент служил в Ирландской армии, и в честь победы начальство повысило его до звания сержанта.
Тем не менее, несмотря на большие успехи в любительском боксе, в 1994 году Майкл Кэррат решил попробовать себя в профессионалах, покинул сборную и уволился из вооружённых сил. В первых шести матчах уверенно обыграл своих соперников, но в седьмом неожиданно потерпел поражение от не самого сильного шотландца Гордона Блэйра. Поражение не смутило Кэррата, он продолжал побеждать и постепенно поднимался в рейтингах, а в сентябре 1997 года вышел на бой за звание чемпиона мира по версии WBO — противостояние с румыном Михаем Леу длилось все двенадцать раундов, один из судей зафиксировал ничью, двое других отдали победу действующему чемпиону. В 1998 году во втором среднем весе Кэррат выиграл менее престижный пояс WAA, победил нескольких крепких соперников и в апреле 2000 года получил шанс побороться за вакантный титул чемпиона мира по версии IBO. Однако сломить англичанина Эдриана Стоуна ему не удалось, в пятом раунде судья остановил бой, объявив технический нокаут.
После поражения от Стоуна Кэррат завершил карьеру профессионального боксёра и перешёл на тренерскую работу. Вместе с двумя братьями он открыл в Дублине собственный боксёрский клуб, где по сей день тренируются многие талантливые проспекты. Кэррат неоднократно приглашался на телевидение, в частности, комментировал бокс на Олимпийских играх 2008 и 2012 годов. Некоторое время работал массажистом в футбольной команде.